# Lycaena paradoxa
Lycaena paradoxa är en fjärilsart som beskrevs av Guest 1882. Lycaena paradoxa ingår i släktet Lycaena och familjen juvelvingar. Inga underarter finns listade i Catalogue of Life.

## Bildgalleri

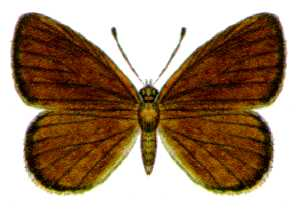